# De stralende staf
 De stralende staf is een stripverhaal uit de reeks van Suske en Wiske. Het is geschreven door Peter Van Gucht en getekend door Luc Morjaeu. De eerste albumuitgave was op 18 november 2009.

## Personages
In het album spelen de volgende personages mee:
- Suske, Wiske, tante Sidonia, Jerom, Lambik, professor Barabas, Sinterklaas, Zwarte Piet, Amerigo, kapitein Bakkebaard, Van Zwollem en zijn dochter Anne-Marie, Theofiel Boemerang en zijn vrouw Celestien, Del Rondello, Net de Anker, Grote Voet, werknemer rederij, Kareltje, maatje 36, maatje 45 en maatje 52, schilder, Jos, Broeders van het Verbond der Lege Schoenen, agent en hoofdcommissaris, ouders en kinderen.

## Locaties
Dit verhaal speelt zich af op de volgende locaties:
- België, het huis van Sidonia (Rent a Sint of Kies een Klaas), rederij A. Verij bij de kade, het ziekenhuis, warenhuis Spot€Goedkoop, Bigfoot Enterprices (Havenlaan 210), politiebureau, havenpolitie, weeshuis, internaat, bouwwerf.

## Uitvindingen
In dit verhaal spelen de volgende uitvindingen een rol:
- vliegende robot
- Tele-Ringen

## Het verhaal
Lambik betreurt de kredietcrisis en Jerom stelt voor om cadeaus aan de Sint te vragen. Lambik schrijft vierhonderdachtentwintig cadeautjes op een brief en stuurt deze naar Spanje. Suske en Wiske en hun vrienden wachten op de kade de feestelijke intrede van de Sint af. Wat begint als een groot feest waarbij ieders hart vol verwachting klopt, eindigt in een nachtmerrie als de stoomboot de kade dreigt te rammen. Een tussenkomst van Jerom kan een catastrofe nipt vermijden maar betekent zeker niet het einde van de ellende. Sinterklaas en de kapitein van de stoomboot liggen bewusteloos aan dek en Zwarte Piet blijkt ontvoerd. 
Suske en Wiske ontdekken dat het schip overvallen werd en dat er belangrijke eigendommen van Sinterklaas gestolen zijn. Zonder het alwetende boek, de onuitputtelijke zak met speelgoed en de magische staf dreigt Sinterklaasavond in het water te vallen. De toverkracht van de staf zorgt ervoor dat de Sint overal tegelijk kan zijn. Suske en Wiske en hun vrienden schieten in actie om de spullen van de kindervriend terug te vinden. Hierbij krijgen ze de hulp van Kapitein Bakkebaard en van Amerigo, het sprekende paard van de Sint.
De vrienden schminken zich en Jerom gaat door de schoorsteen, zodat zijn gezicht zwart wordt van roet. Onder leiding van Sidonia, trekken Lambik, Jerom en Co eropuit om te proberen de gewonde Sint, in afwachting van zijn herstel, als hulpsinterklazen te vervangen op diens talloze afspraken. Theofiel en Celestien verkopen stofzuigers tijdens hun bezoek aan de kinderen en professor Barabas legt de kwantumtheorie uit. Van Zwollem geeft de kinderen geen kans om met de cadeaus te spelen, hij gebruikt ze zelf. Net de Anker zingt een sinterklaaslied. Jerom en Lambik bezoeken een warenhuis en Jerom voorkomt dat Sinterklaas uit het ziekenhuis wordt ontvoerd. 
Suske, Wiske en Amerigo zoeken Zwarte Piet en de gestolen spullen en komen bij een rederij. Ze horen daar dat er ook een politieboot met slapende agenten is aangespoeld. Ze gaan op zoek naar de rode helikopter die gezien is bij de boten. Ze ontdekken een factuur aan Bigfoot Enterprises en kunnen met behulp van Amerigo ontkomen aan Kareltje, maar hij waarschuwt per telefoon. De helikopter is blauw geverfd en Suske en Wiske zijn getuige van een bijeenkomst van de Broeders van het Verbond der Lege Schoenen. Samen met Kapitein Bakkebaard en Amerigo gaan Suske en Wiske naar het politiebureau. De hoofdcommissaris gelooft niet dat Bigfoot Enterprises achter de ontvoering van Zwarte Piet zit, maar gaat toch kijken. 
De helikopter is verdwenen en de hoofdcommissaris wil Suske en Wiske arresteren, maar Bigfoot laat hen gaan. Kapitein Bakkebaard biedt aan bij de Sint te waken en de vrienden ontdekken later dat de kapitein hen bedrogen heeft. Het politiebureau waar de vrienden aangifte deden, blijkt verlaten. Als ze in het ziekenhuis komen, blijkt de Sint verdwenen. De volgende dag is Grote Voet als Sinterklaas te gast in een talkshow en hij legt uit dat hij de brave kinderen beu is. Voortaan krijgen de stoute kinderen de mooiste cadeaus en brave kinderen krijgen niets. Al snel beginnen alle kinderen kattenkwaad uit te halen. De hulpsinterklazen weigeren nog langer te werken in deze chaos. 
Suske en Wiske besluiten te doen alsof ze veranderd zijn, zodat ze in het Alwetende Boek terechtkomen. Ze krijgen een stoutniveau van 8/10 en worden aangenomen bij het Verbond der Lege Schoenen. Al snel krijgen ze een braafheidsmelding en als de kinderen bij de Sint en Zwarte Piet komen, worden ze ontdekt. Kapitein Bakkebaard stopt Suske en Wiske in de zak en neemt hen mee. Lambik en Jerom komen bij tante Sidonia en horen dat de kinderen zich hebben aangesloten bij het Verbond der Lege Schoenen. 
Kapitein Bakkebaard en Grote Voet gooien de zak in een betonnen fundering. Jerom bevrijdt de Sint en Zwarte Piet, maar wordt tegengehouden door Grote Voet, Kapitein Bakkebaard en Dorie. Sinterklaas vertelt dat hij onsterfelijk wordt door de staf vast te houden. De staf wordt uit de kluis gehaald nu men weet dat de Sint hiermee vernietigd kan worden. Kapitein Bakkebaard geeft de staf echter terug en Sinterklaas gebruikt een braafstraal op Dorie en de speelgoedstraal op een pistool van Grote Voet. De chocostraal schakelt nog meer wapens uit, maar Grote Voet kan ontkomen. 
Suske en Wiske stoppen Grote Voet, voor de zak in de fundering werd gegooid heeft Kapitein Bakkebaard hen laten ontsnappen. De Sint heeft uitgelegd dat het gebeuren kon dat brieven zoekraakten. De brief van Kapitein Bakkebaard is nooit aangekomen bij de Sint en hij heeft inmiddels spijt gekregen van zijn daden. De Sint schenkt de kapitein het fietsje wat hij als kind gevraagd heeft. Grote Voet helpt de Sint als Zwarte Piet, nadat de braafstraal op hem is gebruikt. Lambik zet een enorme schoen, maar ontdekt de volgende ochtend dat hij geen flatscreen-tv als cadeau heeft gekregen.

## Cover
- Evenals bij het vorige album het geval was werd ook dit verhaal oorspronkelijk aangekondigd met een andere cover. Op de definitieve tekening staan Suske en Wiske afgebeeld zoals ze in het verhaal voorkomen. Bij het maken van de tekening voor de aankondigingsfolder was de exacte outfit van Suske en Wiske in De Stralende Staf nog niet bekend.